# Niviventer brahma
Niviventer brahma је врста глодара из породице мишева (лат. Muridae).

## Распрострањење
Врста има станиште у Индији, Кини и Мјанмару.

## Станиште
Врста Niviventer brahma има станиште на копну.

## Угроженост
Ова врста није угрожена, и наведена је као последња брига јер има широко распрострањење.

### Популациони тренд
Популација ове врсте је стабилна, судећи по доступним подацима.